# Jarimba
Jarimba és un cràter sobre la superfície del planeta nan Ceres, situat amb el sistema de coordenades planetocèntriques a -19.86 ° de latitud nord i 25.66 ° de longitud est. Fa un diàmetre de 69 km. El nom va ser fet oficial per la UAI el 15 d'octubre del 2015 i fa referència a Jarimba, déu de les flors i de la fruita den la cultura dels aranda.